# Guatire
Guatire è una città del Venezuela situata nello Stato di Miranda e in particolare nel comune di Zamora.